# Cantagalo (ort)
Cantagalo är en ort i Brasilien.   Den ligger i kommunen Cantagalo och delstaten Rio de Janeiro, i den sydöstra delen av landet, 900 km sydost om huvudstaden Brasília. Cantagalo ligger 431 meter över havet och antalet invånare är 14 019.
Terrängen runt Cantagalo är lite kuperad. Närmaste större samhälle är Cordeiro, 5,3 km söder om Cantagalo.
Omgivningarna runt Cantagalo är huvudsakligen savann. Runt Cantagalo är det ganska tätbefolkat, med 166 invånare per kvadratkilometer.